# Gmina Burzenin
Gmina Burzenin là một gmina nông thôn (khu hành chính) ở hạt Sieradz, Łódź Voivodeship, ở miền trung Ba Lan.  Khu vực hành chính của nó là làng Burzenin, nằm khoảng 17 kilômét (11 mi) về phía nam của Sieradz và 57 km (35 mi) về phía tây nam của thủ phủ khu vực Łódź.
Gmina có diện tích 118,96 kilômét vuông (45,9 dặm vuông Anh)  và tính đến năm 2006, tổng dân số của nó là 5.665 người.
Gmina bao gồm một phần của khu vực được bảo vệ gọi là Công viên Cảnh quan Warta-Widawka.

## Làng
Gmina Burzenin bao gồm các làng và các khu định cư như Antonin, Będków, Biadaczew, Brzeźnica, Burzenin, Działy, Grabówka, Gronów, Jarocice, Kamilew, Kamionka, Kolonia Niechmirów, Kopanina, Krępica, Ligota, Majaczewice, Marianów, Niechmirów, Nieczuj, Prażmów, Redzeń Drugi, Redzeń Pierwszy, Ręszew, Rokitowiec, Sambórz, Strumiany, Strzałki, Świerki, Szczawno, Tyczyn, Waszkowskie, Witów, Wola Będkowska, Wola Majacka, Wolnica Grabowska và Wolnica Niechmirowska.

## Gmina lân cận
Gmina Burzenin được bao quanh bởi các gmina khác như Brzeźnio, Konopnica, Sieradz, Widawa, Zapolice và Złoczew.